# Handball-Bundesliga 2016-2017
L'Handball-Bundesliga 2016-2017 è la 67ª edizione del torneo di primo livello del campionato tedesco di pallamano maschile.

## Squadre partecipanti
Partecipano 18 squadre da tutta la Germania. Di queste, 15 sono qualificate dalla stagione 2015–16 mentre le altre tre sono promosse dalla 2. Bundesliga: HC Erlangen, i campioni; GWD Minden, come seconda; e come terza, il HSC 2000 Coburg.
| Squadra              | Città       | Arena                         | Capacità    |
| -------------------- | ----------- | ----------------------------- | ----------- |
| Balingen-Weilstetten | Balingen    | Sparkassen Arena              | 2,300       |
| Bergischer           | Solingen    | Klingenhalle Uni-Halle        | 3,200 2,600 |
| Coburg               | Coburg      | HUK-Coburg arena              | 3,530       |
| Erlangen             | Erlangen    | Arena Nürnberger Versicherung | 8,308       |
| Flensburg-Handewitt  | Flensburgo  | Flens-Arena                   | 6,300       |
| Frisch Auf Göppingen | Göppingen   | EWS Arena                     | 5,600       |
| Füchse Berlino       | Berlino     | Max-Schmeling-Halle           | 9,000       |
| Gummersbach          | Gummersbach | Eugen-Haas-Halle              | 4,132       |
| Hannover-Burgdorf    | Hannover    | Swiss Life Hall               | 9,850 4,150 |
| Kiel                 | Kiel        | Sparkassen-Arena              | 10,285      |
| Lemgo                | Lemgo       | Lipperlandhalle               | 4,790       |
| Lipsia               | Lipsia      | Arena Leipzig                 | 6,327       |
| Magdeburgo           | Magdeburgo  | GETEC Arena                   | 6,800       |
| Melsungen            | Melsungen   | Rothenbach-Halle              | 4,300       |
| Minden               | Minden      | Kampa-Halle                   | 4,059       |
| Rhein-Neckar Löwen   | Mannheim    | SAP Arena                     | 13,200      |
| Stoccarda            | Bittenfeld  | SCHARRena Porsche-Arena       | 2,251 6,211 |
| Wetzlar              | Wetzlar     | Rittal Arena Wetzlar          | 4,421       |

## Classifica finale
| Pos | Squadra              | G  | V  | N | P  | GF   | GS  | DG   | Pt | Qualificazione o retrocessione |
| --- | -------------------- | -- | -- | - | -- | ---- | --- | ---- | -- | ------------------------------ |
| 1   | Rhein-Neckar Löwen   | 34 | 30 | 1 | 3  | 1011 | 840 | +171 | 61 | Champions League               |
| 2   | Flensburg-Handewitt  | 34 | 28 | 2 | 4  | 1038 | 837 | +201 | 58 | Champions League               |
| 3   | Kiel                 | 34 | 26 | 1 | 7  | 960  | 849 | +111 | 53 | Champions League               |
| 4   | Füchse Berlino       | 34 | 23 | 5 | 6  | 986  | 889 | +97  | 51 | EHF Cup                        |
| 5   | Magdeburgo           | 34 | 23 | 5 | 6  | 988  | 902 | +86  | 51 | EHF Cup                        |
| 6   | Wetzlar              | 34 | 20 | 1 | 13 | 897  | 857 | +40  | 41 |                                |
| 7   | Melsungen            | 34 | 18 | 2 | 14 | 947  | 924 | +23  | 38 |                                |
| 8   | Lipsia               | 34 | 16 | 3 | 15 | 883  | 871 | +12  | 35 |                                |
| 9   | Erlangen             | 34 | 14 | 0 | 20 | 890  | 941 | −51  | 28 |                                |
| 10  | Frisch Auf Göppingen | 34 | 12 | 3 | 19 | 934  | 960 | −26  | 27 |                                |
| 11  | Hannover-Burgdorf    | 34 | 11 | 2 | 21 | 935  | 954 | −19  | 24 |                                |
| 12  | Minden               | 34 | 11 | 2 | 21 | 843  | 948 | −105 | 24 |                                |
| 13  | Lemgo                | 34 | 10 | 3 | 21 | 926  | 988 | −62  | 23 |                                |
| 14  | Stoccarda            | 34 | 10 | 3 | 21 | 865  | 944 | −79  | 23 |                                |
| 15  | Gummersbach          | 34 | 10 | 2 | 22 | 867  | 934 | −67  | 22 |                                |
| 16  | Bergischer           | 34 | 10 | 2 | 22 | 868  | 954 | −86  | 22 | Retrocessione                  |
| 17  | Balingen-Weilstetten | 34 | 7  | 3 | 24 | 819  | 933 | −114 | 17 | Retrocessione                  |
| 18  | Coburg               | 34 | 6  | 2 | 26 | 856  | 988 | −132 | 14 | Retrocessione                  |